# 대한민국의 뮤지컬 실황 중계
뮤지컬 실황 중계는 뮤지컬을 촬영하여 영상으로 공개하는 것이다. 이전에도 종종 있었으나 코로나19 확산 이후 크게 증가했다. 주로 영화관에서 영화로 개봉하거나 온라인 중계로 네이버TV, V Live 등에서 상영한다. 영화 개봉시 큰 스크린과 고화질, 고음질로 즐길수 있다는 장점이 있다. 하지만 특정 영화관 브랜드에서만 상영하고, 상영관이 대도시에 집중되어 한정적으로 분포한다는 단점이 있다. 온라인 중계의 경우 대개 20000원 내외의 유료 혹은 무료로 진행된다. 관람권을 MD와 함께 패키지로 팔기도 하는데, 네이버TV 후원 라이브의 경우 특정 금액 이상을 후원하면 MD를 제공하는 형식으로 펀딩의 성격을 띤다. 온라인 중계는 공연 업계의 휴일인 월요일인 경우가 많다.

## 영화

### 2021년

#### 시데레우스
상영관 : CGV
개봉 : 2021년 2월 11일 (목)
러닝타임 : 107분
등급 : 전체관람가
| 배역     | 배우   |
| -------- | ------ |
| 갈릴레오 | 박민성 |
| 케플러   | 정욱진 |
| 마리아   | 홍지희 |

| 제작사  | 랑     |
| 작,작사 | 백승우 |
| 작곡    | 이유정 |
| 구분    | 창작   |
| 초연    | 2019   |
| 규모    | 소극장 |

#### 잃어버린 얼굴 1895
상영관 : CGV
개봉 : 2021년 2월 24일
러닝타임 : 148분
등급 : 전체관람가
| 배역     | 배우   |
| -------- | ------ |
| 명성황후 | 차지연 |
| 민영익   | 최정수 |
| 고종     | 김용한 |
| 대원군   | 금승훈 |
| 김옥균   | 강상준 |
| 선화     | 김건혜 |
| 휘       | 신상언 |

| 제작사  | 서울예술단 |
| 작,작사 | 장성희     |
| 작곡    | 민찬홍     |
| 구분    | 창작       |
| 초연    | 2013       |
| 규모    | 대극장     |

#### HOPE: 읽히지 않은 책과 읽히지 않은 인생
상영관 : CGV
개봉 : 2021년 3월 3일 (수)
러닝타임 : 112분
등급 : 12세 이상
| 배역      | 배우   |
| --------- | ------ |
| 호프      | 김선영 |
| K         | 고훈정 |
| 마리      | 김려원 |
| 과거 호프 | 이예은 |
| 베르트    | 김순택 |
| 카델      | 진태화 |

| 제작사  | R&D웍스 |
| 작,작사 | 강남    |
| 작곡    | 김효은  |
| 구분    | 창작    |
| 초연    | 2019    |
| 규모    | 중극장  |

#### 몬테크리스토: 더 뮤지컬 라이브
상영관 : CGV
개봉 : 2021년 3월 19일 (금)
러닝타임 : 143분
등급 : 12세 이상
특이사항 : 2D, 4DX
관련 행사 : 무대인사
| 배역                                | 배우   |
| ----------------------------------- | ------ |
| 에드몬드 단테스 / 몬테크리스토 백작 | 카이   |
| 메르세데스                          | 린아   |
| 몬테고                              | 김준현 |
| 파리아 신부                         | 이종문 |
| 빌포트                              | 최성원 |
| 당글라스                            | 이상준 |
| 루이자                              | 김영주 |
| 알버트                              | 신재범 |
| 발렌타인                            | 최지혜 |

| 제작사  | EMK뮤지컬컴퍼니 |
| 작,작사 | 잭 머피         |
| 작곡    | 프랭크 와일드혼 |
| 구분    | 라이센스        |
| 초연    | 2010            |
| 규모    | 대극장          |

#### 베르나르다 알바
상영관 : CGV
개봉 : 2021년 4월 28일 (수)
러닝타임 : 107분
등급 : 15세 이상
| 배역            | 배우   |
| --------------- | ------ |
| 베르나르다 알바 | 정영주 |
| 마리아 호세파   | 황석정 |
| 폰시아          | 한지연 |
| 앙구스티아스    | 김려원 |
| 막달레나        | 황한나 |
| 아멜리아        | 김환희 |
| 마르띠리오      | 김국희 |
| 아델라          | 오소연 |
| 하녀&뻬뻬       | 이진경 |
| 어린 하녀       | 이상아 |

| 제작사  | 우란문화재단          |
| 작,작사 | Michael John LaChiusa |
| 작곡    | Michael John LaChiusa |
| 구분    | 라이센스              |
| 초연    | 2018                  |
| 규모    | 소극장                |

#### 베르테르
상영관 : CGV
개봉 : 2021년 5월 5일 (수)
러닝타임 : 145분
등급 : 12세 이상
| 배역     | 배우   |
| -------- | ------ |
| 베르테르 | 규현   |
| 롯데     | 이지혜 |
| 알베르트 | 이상현 |
| 오르카   | 김현숙 |
| 카인즈   | 임준혁 |

| 제작사  | CJ E&M, 극단 갖가지 |
| 작,작사 | 고선웅              |
| 작곡    | 정민선              |
| 구분    | 창작                |
| 초연    | 2000                |
| 규모    | 대극장              |

#### 스웨그 에이지: 외쳐, 조선!
상영관 : 롯데시네마
개봉 : 2021년 5월 13일 (목)
러닝타임 : 144분
등급 : 12세 이상
가격 : 일반 12000원, 청소년 9000원
관련 행사 : 스페셜GV 상영회, 현장 경품 이벤트, GV "놀아보세", 굿즈 패키지 상영회, 무대인사+선물 증정 이벤트
| 배역      | 배우   |
| --------- | ------ |
| 단        | 양희준 |
| 진        | 김수하 |
| 홍국      | 임현수 |
| 십주,자모 | 이경수 |

| 제작사  | PL엔터테인먼트, 럭키제인 타이틀 |
| 작,작사 | 박찬민                          |
| 작곡    | 이정연                          |
| 구분    | 창작                            |
| 초연    | 2019                            |
| 규모    | 중극장~대극장                   |

#### 더 데빌
상영관 : CGV
개봉 : 2021년 6월 23일 (수)
러닝타임 : 107분
등급 : 15세 이상
| 배역        | 배우   |
| ----------- | ------ |
| X-white     | 조형균 |
| X-black     | 장승조 |
| 존 파우스트 | 송용진 |
| 그레첸      | 이하나 |

| 제작사  | R&D웍스, PAGE1                               |
| 작,작사 | 이지나(작), 이지나, 이지혜, Woody Pak (작사) |
| 작곡    | Woody Pak, 이지혜                            |
| 구분    | 창작                                         |
| 초연    | 2014                                         |
| 규모    | 소극장~중극장                                |

## 온라인

### 2020년 이전

#### 팬레터
판매처 : 네이버TV
일정 : 2016년 10월 10일 (월) 오후 2시~ 4시
러닝타임 : 145분
등급 : 만 13세 이상
가격 : 무료
| 배역   | 배우             |
| ------ | ---------------- |
| 정세훈 | 문성일, 김성철   |
| 김해진 | 김종구, 이규형   |
| 히카루 | 소정화, 김히어라 |
| 이윤   | 고훈정, 배두훈   |
| 이태준 | 양승리           |
| 김수남 | 손유동           |
| 김환태 | 권동호           |

| 제작사  | 라이브        |
| 작,작사 | 한재은        |
| 작곡    | 박현숙        |
| 구분    | 창작          |
| 초연    | 2016          |
| 규모    | 소극장~중극장 |

#### 땡큐 베리 스트로베리
판매처 : 네이버TV
일정 : 2018년 8월 24일 (금) 오후 8시 ~ 9시 30분
러닝타임 : 약 90분
등급 : 만 7세 이상
가격 : 무료
특이사항 : 생중계
| 배역   | 배우   |
| ------ | ------ |
| 엠마   | 유연   |
| 스톤   | 고상호 |
| 미아   | 임예슬 |
| 버나드 | 최석진 |

| 제작사  | 크리에이티브와이 (초연), 아이엠컬쳐 (재연) |
| 작,작사 | 박해림                                     |
| 작곡    | 박윤솔                                     |
| 구분    | 창작                                       |
| 초연    | 2018                                       |
| 규모    | 소극장                                     |

### 2020년

#### 전설의 리틀 농구단
판매처 : 네이버TV, V LIVE
일정 : 2020년 8월 3일 (월) 오후 8시
러닝타임 :  100분
등급 : 만 12세 이상
가격 : 무료
| 배역 | 배우   |
| ---- | ------ |
| 동우 | 안재영 |
| 수현 | 임진섭 |
| 상태 | 신창주 |
| 승우 | 안지환 |
| 다인 | 조현우 |
| 지훈 | 황순종 |

| 제작사  | 안산문화재단(2016~) 아이엠컬쳐(2019~) |
| 작,작사 | 박해림                                |
| 작곡    | 황예슬 (편곡-양주인)                  |
| 구분    | 창작                                  |
| 초연    | 2016                                  |
| 규모    | 소극장                                |

#### 마리 퀴리
판매처 : 네이버TV, V LIVE
일정 : 2020년 8월 17일 (월) 오후 8시
러닝타임 : 150분 (인터미션 15분)
등급 : 13세 이상
가격 : 무료
| 배역                               | 배우 (1막) | 배우 (2막) |
| ---------------------------------- | ---------- | ---------- |
| 마리 스클로도프스카 퀴리           | 옥주현     | 김소향     |
| 안느 코발스키                      | 이봄소리   | 김히어라   |
| 루벤 뒤퐁                          | 양승리     | 양승리     |
| 피에르 퀴리                        | 임별       | 임별       |
| 조쉬 바르다 / 이렌 퀴리            | 김아영     | 김아영     |
| 폴 베타니 / 병원장                 | 이상운     | 이상운     |
| 아멜리에 마예프스키                | 서혜원     | 주다온     |
| 마르친 리핀스키 / 닥터 샤갈 마르탱 | 송상훈     | 송상훈     |

| 제작사  | 라이브                 |
| 작,작사 | 천세은                 |
| 작곡    | 최종윤                 |
| 구분    | 창작                   |
| 초연    | 2020 (트라이아웃 2018) |
| 규모    | 중극장                 |

#### 팬레터
판매처 : 네이버TV, V LIVE
일정 : 2020년 8월 31일 (월) 오후 8시 ~ 10시 26분
러닝타임 : 146분
등급  : 만 13세 이상
가격 : 무료
특이사항 : 2017년 녹화된 영상
| 배역   | 배우   |
| ------ | ------ |
| 김해진 | 김종구 |
| 정세훈 | 문태유 |
| 히카루 | 소정화 |
| 이윤   | 정민   |
| 이태준 | 양승리 |
| 김수남 | 이승현 |
| 김환태 | 권동호 |

| 제작사  | 라이브        |
| 자,작사 | 한재은        |
| 작곡    | 박현숙        |
| 구분    | 창작          |
| 초연    | 2016          |
| 규모    | 소극장~중극장 |

#### 여신님이 보고 계셔
판매처 : 네이버TV, V LIVE
일정 : 2020년 9월 1일 (화) 오후 8시 ~ 10시 3분
러닝타임 : 123분
등급 : 만 10세 이상
가격 : 무료
| 배역   | 배우   |
| ------ | ------ |
| 한영범 | 서경수 |
| 류순호 | 박준휘 |
| 이창섭 | 윤석원 |
| 신석구 | 안지환 |
| 조동현 | 조풍래 |
| 변주화 | 진태화 |
| 여신   | 이지숙 |

| 제작사  | 연우무대 |
| 작,작사 | 한정석   |
| 작곡    | 이선영   |
| 구분    | 창작     |
| 초연    | 2013     |
| 규모    | 중극장   |

#### 더 픽션
판매처 : 네이버TV, V LIVE
일정 : 2020년 9월 3일 (목) 오후 8시 ~ 9시 30분
러닝타임 : 90분
등급 : 14세 이상
가격 : 무료
특이사항 : 2019년 녹화된 영상
| 배역          | 배우   |
| ------------- | ------ |
| 그레이 헌트   | 박유덕 |
| 와이트 히스만 | 박정원 |
| 휴 대커       | 안지환 |

| 제작사  | HJ컬쳐 |
| 작,작사 | 성재현 |
| 작곡    | 정혜진 |
| 구분    | 창작   |
| 초연    | 2018   |
| 규모    | 소극장 |

#### 어쩌면 해피엔딩
판매처 : 인터파크 티켓
일정 : (1차) 2020년 10월 26일 (월) 오후 8시/ (2차) 2020년 11월 2일 (월) 오후 8시
러닝타임 : 110분
등급 : 전체관람가
가격 : 20000원 - Live관람권
30000원 - Live관람권 + 프로그램북(2차)+스페셜 티켓
40000원 - Live관람권 + 2020 캐스트 OST 앨범 + 스페셜 티켓
| 배역   | 배우(1차) | 배우(2차) |
| ------ | --------- | --------- |
| 올리버 | 양희준    | 전성우    |
| 클레어 | 강혜인    | 한재아    |
| 제임스 | 이선근    | 성종완    |

| 제작사  | 대명문화공장, 네오 프로덕션 (초연) 대명문화공장 (초연 앵콜) 대명문화공장, 더웨이브 (재연) CJ E&M (삼연~현재) |
| 작,작사 | 박천휴 |
| 작곡    | Will Aronson                                                                                                 |
| 구분    | 창작 |
| 초연    | 2016 (트라이아웃 2015)                                                                                       |
| 규모    | 소극장 |

#### 전설의 리틀 농구단
판매처 : 인터파크 티켓
일정 : (1차) 2020년 11월 1일 (일) 오후 8시 / (2차) 2020년 11월 2일 (월) 오후 8시
러닝타임 : 100분
등급 : 만 12세 이상
가격 : (1차) - 12000원 - 라이브 스트리밍 관람권
30000원 - 라이브 스트리밍 관람권 + 서포터즈 gift box
(2차) 18000원 - 라이브 스트리밍 관람권 + 48시간 VOD
30000원 - 라이브 스트리밍 관람권 + 서포터즈 gift box
| 배역 | 배우   |
| ---- | ------ |
| 종우 | 유승현 |
| 수현 | 임진섭 |
| 상태 | 김승용 |
| 승우 | 구준모 |
| 다인 | 곽다인 |
| 지훈 | 김찬   |

| 제작사  | 안산문화재단(2016~) 아이엠컬쳐(2019~) |
| 작,작사 | 박해림                                |
| 작곡    | 황예슬 (편곡-양주인)                  |
| 구분    | 창작                                  |
| 초연    | 2016                                  |
| 규모    | 소극장                                |

#### 땡큐 베리 스트로베리
판매처 : 네이버TV
일정 : 2020년 11월 23일 (월) 오후 9시 30분 ~ 11시 5분
러닝타임 : 약 95분
등급 : 만 7세 이상
가격 : 무료
특이사항 : 2018년 8월 24일 생중계된 실황 재송출
| 배역   | 배우   |
| ------ | ------ |
| 엠마   | 유연   |
| 스톤   | 고상호 |
| 미아   | 임예슬 |
| 버나드 | 최석진 |

| 제작사  | 크리에이티브와이 (초연), 아이엠컬쳐 (재연) |
| 작,작사 | 박해림                                     |
| 작곡    | 박윤솔                                     |
| 구분    | 창작                                       |
| 초연    | 2018                                       |
| 규모    | 소극장                                     |

#### 나와 나타샤와 흰 당나귀
판매처 : 네이버TV, V LIVE
일정 : 2020년 11월 23일 (월) 오후 8시
러닝타임 : 100분
등급 : 만 7세 이상
가격 : 무료
| 배역 | 배우   |
| ---- | ------ |
| 백석 | 송원근 |
| 자야 | 이하나 |
| 사내 | 장민수 |

| 제작사  | 인사이트엔터테인먼트   |
| 작,작사 | 박해림                 |
| 작곡    | 채한울                 |
| 구분    | 창작                   |
| 초연    | 2016 (트라이아웃 2016) |
| 규모    | 소극장                 |

#### 라 루미에르
판매처 : 네이버TV, V LIVE
일정 : 2020년 12월 14일 (월) 오후 8시
러닝타임 : 100분
등급 : 만 13세 이상
가격 : 무료
| 배역 | 배우   |
| ---- | ------ |
| 소피 | 최미소 |
| 한스 | 이동수 |

| 제작사  | 벨라뮤즈 |
| 작,작사 | 김지식   |
| 작곡    | 구지영   |
| 구분    | 창작     |
| 초연    | 2020     |
| 규모    | 소극장   |

#### 몬테크리스토
판매처 : 네이버TV
일정 : (1차) 2020년 12월 25일 (금) 오후 7시 / (2차) 2020년 12월 26일 (토) 오후 2시
러닝타임 : 약 140분
등급 : 12세 이상
가격 : 17000원
특이사항 : 드레스 리허설
| 배역                                | 배우   |
| ----------------------------------- | ------ |
| 에드몬드 단테스 / 몬테크리스토 백작 | 신성록 |
| 메르세데스                          | 이지혜 |
| 몬테고                              | 강태을 |
| 파리아 신부                         | 이종문 |
| 빌포트                              | 임별   |
| 당글라스                            | 이한밀 |
| 루이자                              | 전수미 |
| 알버트                              | 박준휘 |
| 발렌타인                            | 임예진 |

| 제작사  | EMK뮤지컬컴퍼니 |
| 작,작사 | 잭 머피         |
| 작곡    | 프랭크 와일드혼 |
| 구분    | 라이센스        |
| 초연    | 2010            |
| 규모    | 대극장          |

#### 베르테르
판매처 : 네이버TV, 인터파크 티켓
일정 : (1차) 2020년 12월 28일 (월) 오후 8시 / (2차) 2021년 1월 4일 (월) 오후 8시
러닝타임 : 150분 (인터미션 15분)
등급 : 12세 이상
가격 : 25000원 이상 - Live관람권
38000원 - Live관람권 + 베르테르 SET or Live관람권 + 롯데 SET
| 배역     | 배우(1차) | 배우(2차) |
| -------- | --------- | --------- |
| 베르테르 | 카이      | 규현      |
| 롯데     | 김예원    | 이지혜    |
| 알베르트 | 박은석    | 이상현    |
| 오르카   | 김현숙    | 김현숙    |
| 카인즈   | 송유택    | 임준혁    |

| 제작사  | CJ E&M, 극단 갖가지 |
| 작,작사 | 고선웅              |
| 작곡    | 정민선              |
| 구분    | 창작                |
| 초연    | 2000                |
| 규모    | 대극장              |

#### 시데레우스
판매처 : 네이버TV
일정 : (1차) 2020년 12월 30일 (수) 오후 8시 / (2차) 2021년 1월 18일 (월) 오후 8시
러닝타임 : 100분
등급 : 전체관람가
가격 : (1차) - 15000원 이상 _ Live 관람권
25000원 이상 - Live 관람권 + 뱃지 1종 + 스페셜 공연 티켓
55000원 이상 - Live 관람권 - 2020 실황 OST + 스페셜 공연 티켓
(2차) - 15000원 이상 - Live 관람권
55000원 이상 - Live 관람권 + 2020 실황 OST
| 배역     | 배우   |
| -------- | ------ |
| 갈릴레오 | 박민성 |
| 케플러   | 정욱진 |
| 마리아   | 홍지희 |

| 제작사  | 랑     |
| 작,작사 | 백승우 |
| 작곡    | 이유정 |
| 구분    | 창작   |
| 초연    | 2019   |
| 규모    | 소극장 |

### 2021년

#### 더 데빌
판매처 : 네이버TV
일정 : (1차) 2021년 3월 1일 (월) 오후 8시 / (2차) 2021년 3월 8일 (월) 오후 8시
러닝타임 : 110분 (인터미션 없음)
등급 : 만 16세 이상
가격 : 20000원 이상
특이사항 : 2017 촬영된 DVD 영상
| 배역        | 배우 (1차) | 배우 (2차) |
| ----------- | ---------- | ---------- |
| X-white     | 조형균     | 고훈정     |
| X-black     | 장승조     | 이충주     |
| 존 파우스트 | 송용진     | 정욱진     |
| 그레첸      | 이하나     | 이예은     |

| 제작사   | R&D웍스, PAGE1                               |
| 작, 작사 | 이지나(작), 이지나, 이지혜, Woody Pak (작사) |
| 작곡     | Woody Pak, 이지혜                            |
| 구분     | 창작                                         |
| 초연     | 2014                                         |
| 규모     | 소극장~중극장                                |

#### HOPE: 읽히지 않은 책과 읽히지 않은 인생
판매처 : 네이버TV
일정 : (1차) 2021년 3월 15일 (월) 오후 8시 / (2차) 2021년 3월 22일 (월) 오후 8시 / (3차) 2021년 2월 29일 (월) 오후 8시
러닝타임 : 112분
등급 : 만 15세 이상
가격 : 20000원 이상
| 배역      | 배우 (1차) | 배우 (2차) | 배우 (3차) |
| --------- | ---------- | ---------- | ---------- |
| 호프      | 김지현     | 김지현     | 김선영     |
| K         | 조형균     | 조형균     | 고훈정     |
| 마리      | 김려원     | 최은실     | 김려원     |
| 과거 호프 | 이윤하     | 최서연     | 이예은     |
| 베르트    | 지혜근     | 지혜근     | 김순택     |
| 카델      | 이승헌     | 이승헌     | 진태화     |

| 제작사  | R&D웍스 |
| 작,작사 | 강남    |
| 작곡    | 김효은  |
| 구분    | 창작    |
| 초연    | 2019    |
| 규모    | 중극장  |

#### 베르나르다 알바
판매처 : 네이버TV
일정 : (1차) 2021년 3월 17일 (수) 오후 8시 / (2차) 2021년 5월 17일 (월) 오후 8시
러닝타임 : 110분
등급 : 15세 이상
가격 : 20000원
| 배역            | 배우 (1차) | 배우 (2차) |
| --------------- | ---------- | ---------- |
| 베르나르다 알바 | 정영주     | 이소정     |
| 마리아 호세파   | 황석정     | 강애심     |
| 폰시아          | 한지연     | 이영미     |
| 앙구스티아스    | 김려원     | 최유하     |
| 막달레나        | 황한나     | 임진아     |
| 아멜리아        | 김환희     | 정가희     |
| 마르띠리오      | 김국희     | 전성민     |
| 아델라          | 오소연     | 김히어라   |
| 하녀&뻬뻬       | 이진경     | 이진경     |
| 어린 하녀       | 이상아     | 이상아     |

| 제작사  | 우란문화재단          |
| 작,작사 | Michael John LaChiusa |
| 작곡    | Michael John LaChiusa |
| 구분    | 라이센스              |
| 초연    | 2018                  |
| 규모    | 소극장                |

#### 스웨그 에이지: 외쳐, 조선!
판매처 : 네이버TV
일정 : (1차) 2021년 3월 28일 (일) 오후 7시 / (2차) 2021년 4월 12일 (월) 오후 8시
러닝타임 : 144분
등급 : 12세 이상
가격 : (1차) 25000원 이상 - Live 중계 관람권
34000원 이상 - Live 중계 관람권 + 뱃지 1종
40000원 이상 - Live 중계 관람권 + 포토북
45000원 이상 - Live 중계 관람권 + 뱃지 1종 + 포토북
(2차) 25000원 이상 - Live 중계 관람권
30000원 이상 - Live 중계 관람권 + 스티커 세트
40000원 이상 - Live 중계 관람권 + 포토북
| 배역      | 배우   |
| --------- | ------ |
| 단        | 양희준 |
| 진        | 김수하 |
| 홍국      | 임현수 |
| 십주,자모 | 이경수 |

| 제작사  | PL엔터테인먼트, 럭키제인 타이틀 |
| 작,작사 | 박찬민                          |
| 작곡    | 이정연                          |
| 구분    | 창작                            |
| 초연    | 2019                            |
| 규모    | 중극장~대극장                   |

#### 쿠로이 저택엔 누가 살고 있을까?
판매처 : 네이버TV
일정 : 2021년 5월 4일 (화) 오후 8시
러닝타임 : 약 120분
등급 : 12세 이상
가격 : 20000원 이상 - LIVE 관람권
30000원 이상 후원 - LIVE 관람권 + MD 패키지 + 스페셜 공연 티켓
| 배역            | 배우   |
| --------------- | ------ |
| 해웅            | 정욱진 |
| 옥희            | 송나영 |
| 가네코/아기귀신 | 한보라 |
| 아저씨/선관귀신 | 유성재 |
| 요시다/처녀귀신 | 김지훈 |
| 노다/장군귀신   | 황두현 |

| 제작사  | 랑                  |
| 작,작사 | 표상아              |
| 작곡    | 김보영              |
| 구분    | 창작                |
| 초연    | X (트라이아웃 2021) |
| 규모    | 소극장              |

#### 배니싱
판매처 : 네이버TV
일정 : (1차) 2021년 6월 14일 (월) 오후 8시 / (2차) 2021년 6월 20일 (일) 오후 8시 / (3차) 2021년 3월 28일 (월) 오후 8시
러닝타임 : 110분
등급 : 만 13세 이상
가격 : 20000원
| 배역   | 배우 (1차) | 배우 (2차) | 배우 (3차) |
| ------ | ---------- | ---------- | ---------- |
| 케이   | 주민진     | 김종구     | 이주광     |
| 김의신 | 박규원     | 정민       | 에녹       |
| 윤명렬 | 조훈       | 배나라     | 유승현     |

| 제작사  | 네오프로덕션 |
| 작,작사 | 한재은       |
| 작곡    | 주미나       |
| 구분    | 창작         |
| 초연    | 2017         |
| 규모    | 소극장       |

#### 스모크
판매처 : 네이버TV, STAGE X (인터파크 티켓, 예스24 공연, 티몬)
일정 : 네이버TV - (1차) 2021년 5월 23일 (일) 오후 8시 / (2차) 2021년 5월 24일 (월) 오후 8시
STAGE X - (1차) 2021년 5월 31일 오후 8시 / (2차) 2021년 6월 14일 오후 8시
러닝타임 : 110분 (인터미션 없음)
등급 : 만 13세 이상
가격(네이버 TV) : 15000원 이상 - LIVE 관람권(당일 자정까지 송출 유지)
25000원 이상 - LIVE 관람권(당일 자정까지 송출 유지) + 뱃지 1종 + 스페셜 공연티켓
35000원 이상 - LIVE 관람권(당일 자정까지 송출 유지) + 포토북 + 스페셜 공연티켓
43000원 이상 - LIVE 관람권(당일 자정까지 송출 유지) + 뱃지 1종 + 포토북 + 스페셜 공연티켓
가격(STAGE X) : (1차) 19000원 / (2차) 22000원
| 배역 | 배우(네이버 TV) | 배우(STAGE X) |
| ---- | --------------- | ------------- |
| 초   | 김경수          | 에녹          |
| 해   | 강찬            | 강은일        |
| 홍   | 장은아          | 허혜진        |

| 제작사  | 더블케이필름앤씨어터   |
| 작,작사 | 추정화                 |
| 작곡    | 허수현                 |
| 구분    | 창작                   |
| 초연    | 2017 (트라이아웃 2016) |
| 규모    | 소극장                 |

#### 무인도 탈출기
판매처 : 네이버TV
일정 : 2021년 6월 7일 (월) 오후 8시
러닝타임 : 100분
등급 : 만 12세 이상
가격 : 무료
특이사항: 2021년 6월 6일 19시 공연 녹화
| 배역 | 배우   |
| ---- | ------ |
| 동현 | 박건   |
| 붕수 | 박정원 |
| 수아 | 박란주 |

| 제작사  | 섬으로 간 나비 |
| 작,작사 | 윤상원         |
| 작곡    | 박인영, 임준형 |
| 구분    | 창작           |
| 초연    | 2020           |
| 규모    | 소극장         |

#### 전설의 리틀 농구단
판매처 : 인터파크 티켓
일정 : 2021년 6월 21일 (금) 오후 8시
러닝타임 : 100분
등급 : 만 12세 이상
가격 : 18000원
| 배역 | 배우   |
| ---- | ------ |
| 종우 | 유승현 |
| 수현 | 임진섭 |
| 상태 | 김승용 |
| 승우 | 구준모 |
| 다인 | 곽다인 |
| 지훈 | 김찬   |

| 제작사  | 안산문화재단(2016~) 아이엠컬쳐(2019~) |
| 작,작사 | 박해림                                |
| 작곡    | 황예슬 (편곡-양주인)                  |
| 구분    | 창작                                  |
| 초연    | 2016                                  |
| 규모    | 소극장                                |

#### 차미
판매처 : 티켓링크 링크 ON
일정 : (1차) 2021년 6월 27일 (일) 오후 4시 / (2차) 2021년 2월 28일 (월) 오후 8시
러닝타임 : 110분
등급 : 만 7세 이상
가격 : 10000원
특이사항 : 2019년 4월 우란 2경에서 진행된 트라이아웃 공연 <차미:리부트> 녹화 영상
| 배역          | 배우   |
| ------------- | ------ |
| 차미호        | 유주혜 |
| 차미          | 김보경 |
| 연고대        | 정욱진 |
| 오진혁        | 강영석 |
| 김지원/노지이 | 김미로 |
| 문세호/권두호 | 문남권 |

| 제작사  | PAGE1                       |
| 작,작사 | 조민형                      |
| 작곡    | 최슬기                      |
| 구분    | 창작                        |
| 초연    | 2020 (트라이아웃 2016,2019) |
| 규모    | 소극장                      |

#### 땡큐베리스트로베리
판매처 : 네이버TV
일정 : 2021년 7월 12일 (월) 오후 8시
러닝타임 : 110분
등급 : 만 13세 이상
가격 : 18000원
| 배역        | 배우   |
| ----------- | ------ |
| 엠마        | 정연   |
| 로봇        | 유승현 |
| 여자        | 소정화 |
| 버나드/남자 | 조환지 |

| 제작사  | 크리에이티브와이 (초연), 아이엠컬쳐 (재연) |
| 작,작사 | 박해림                                     |
| 작곡    | 박윤솔                                     |
| 구분    | 창작                                       |
| 초연    | 2018                                       |
| 규모    | 소극장                                     |

#### 문스토리
판매처 : STAGE X
일정 : (1차) 2021년 7월 12일 (월) 오후 8시 / (2차) 2021년 7월 19일 (월) 오후 8시
러닝타임 : 100분
등급 : 만 13세 이상
가격 : 22000원
| 배역 | 배우   |
| ---- | ------ |
| 이헌 | 김도빈 |
| 린   | 김수연 |
| 용   | 현석준 |
| 수연 | 류인아 |

| 제작사  | 더블케이필름앤씨어터   |
| 작,작사 | 성종완                 |
| 작곡    | 김은영                 |
| 구분    | 창작                   |
| 초연    | 2021 (트라이아웃 2018) |
| 규모    | 소극장                 |

## VOD

#### 몬테크리스토: 더 뮤지컬 라이브
판매처 : 네이버 시리즈온, 유튜브, 카카오 페이지, 씨네폭스, 구글, 티빙, wavve, ollehTV, 홈초이스
개봉 : 2021년 3월 19일 (금)
러닝타임 : 143분
등급 : 12세 이상
가격 : 5000원
| 배역                                | 배우   |
| ----------------------------------- | ------ |
| 에드몬드 단테스 / 몬테크리스토 백작 | 카이   |
| 메르세데스                          | 린아   |
| 몬테고                              | 김준현 |
| 파리아 신부                         | 이종문 |
| 빌포트                              | 최성원 |
| 당글라스                            | 이상준 |
| 루이자                              | 김영주 |
| 알버트                              | 신재범 |
| 발렌타인                            | 최지혜 |

| 제작사  | EMK뮤지컬컴퍼니 |
| 작,작사 | 잭 머피         |
| 작곡    | 프랭크 와일드혼 |
| 구분    | 라이센스        |
| 초연    | 2010            |
| 규모    | 대극장          |

#### 베르나르다 알바
판매처 : 네이버 시리즈온
개봉 : 2021년 4월 28일 (수)
러닝타임 : 106분
등급 : 15세 이상
가격 : 5000원
| 배역            | 배우   |
| --------------- | ------ |
| 베르나르다 알바 | 정영주 |
| 마리아 호세파   | 황석정 |
| 폰시아          | 한지연 |
| 앙구스티아스    | 김려원 |
| 막달레나        | 황한나 |
| 아멜리아        | 김환희 |
| 마르띠리오      | 김국희 |
| 아델라          | 오소연 |
| 하녀&뻬뻬       | 이진경 |
| 어린 하녀       | 이상아 |

#### 스웨그에이지: 외쳐, 조선!
판매처 : Btv VOD, Btv OCEAN
개봉 : 2021년 5월 26일 (수)
러닝타임 : 144분
등급 : 12세 이상
가격 : 11000원
| 배역      | 배우   |
| --------- | ------ |
| 단        | 양희준 |
| 진        | 김수하 |
| 홍국      | 임현수 |
| 십주,자모 | 이경수 |

| 제작사  | PL엔터테인먼트, 럭키제인 타이틀 |
| 작,작사 | 박찬민                          |
| 작곡    | 이정연                          |
| 구분    | 창작                            |
| 초연    | 2019                            |
| 규모    | 중극장~대극장                   |